# Commedia dell'arte

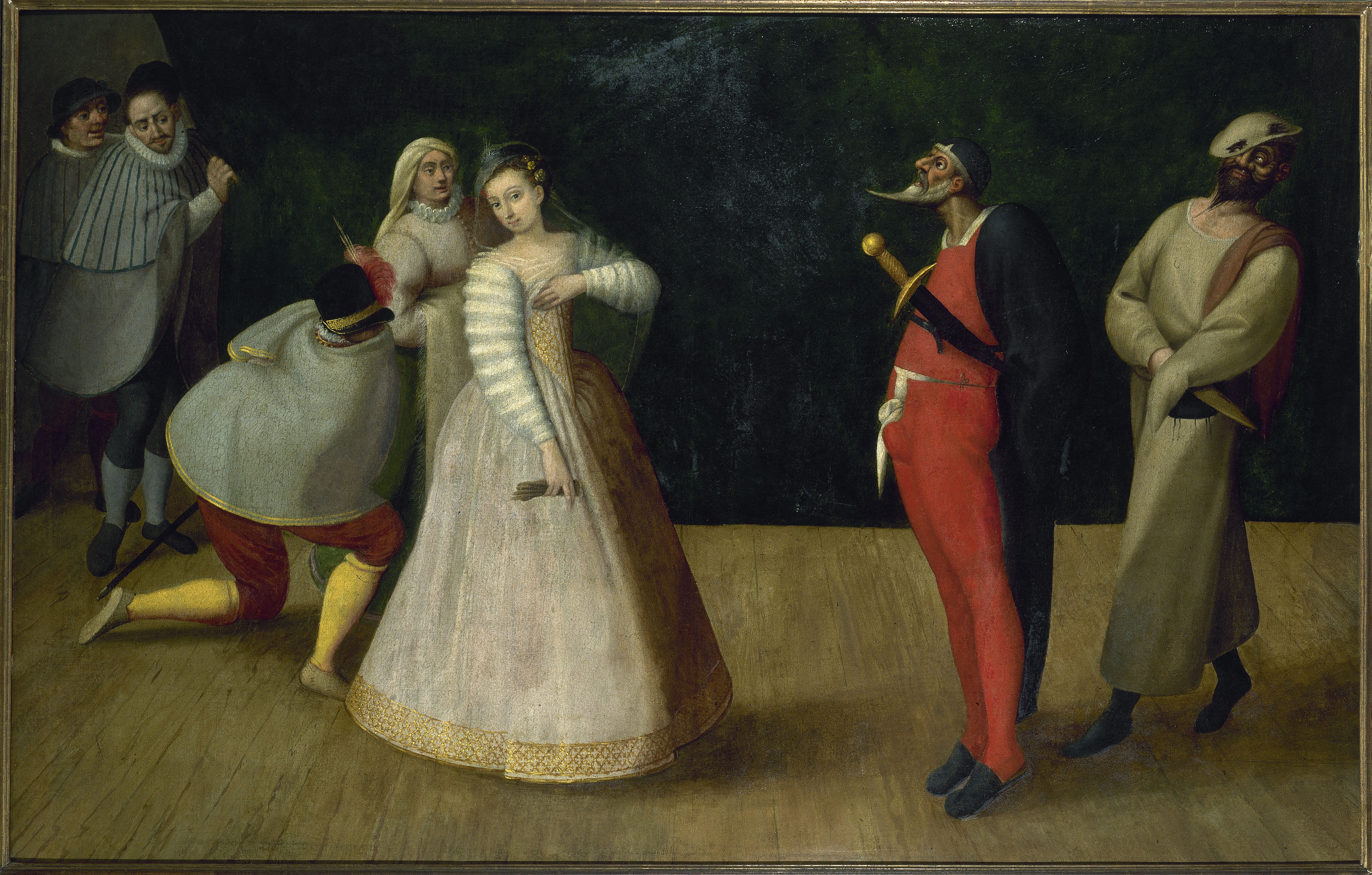
Commedia dell'arte v podání divadelní společnosti I Gelosi na obraze Hieronyma Franckena z roku 1590

Commedia dell'arte znamená (přeloženo z italštiny) „komedie profesionálních herců“. Zkráceně také CD'A. Jde o druh improvizovaného divadla renesanční Itálie. Největšího rozmachu dosahovala v letech 1570 až 1650. Od 18. století její vliv postupně slábne, nicméně řídce se hraje dodnes. Kočovné herecké společnosti commedie dell'arte ovlivnily herce a dramatiky ve všech evropských zemích, kam doputovaly. K nejznámějším společnostem patřili I Gelosi, Confidenti, Accessi, Desioi či Fedeli, slavní herci byli např. Zan Ganassa (vlastním jménem Alberto Naselli), Francesco Adreini a jeho choť Isabella.

## Jak se hrálo
Komedie dell'arte je založena na pevných, ustálených charakterech postav a improvizaci. Existovaly typy postav, které se objevovaly v každém představení (s mírnými změnami). Všechny postavy měly vlastní masku, takže obecenstvo je hned poznalo. Herec hrál často celý život stejnou postavu. Měl naučené vhodné repliky a zvládal její charakter. Před vystoupením se dohodla pouze jakási osnova děje (zápletka, konec), které se všichni drželi, ale samotné dialogy byly dílem herců přímo na jevišti. Představení tedy bylo spontánní a schopné pružně se přizpůsobit konkrétním reakcím diváků.

## Kategorie postav
Postavy komedie dell'arte zpravidla rozdělují do tří skupin:

### Vecchi
Vecchi jsou staří muži, páni. Brání mladým v lásce. (Pantalone, Dottore, Capitano). Služebnictvo jim dělá všelijaké potíže.

### Innamorati
Innamorati jsou milenci. Nemívali masky a byli oblečeni dle poslední módy. Na scénu přicházeli v předem jasných párech. Zamilují se a po různých peripetiích a trápení (hlavně ze strany starých) jsou na konci hry konečně spolu. Většinou byly dva páry milenců.

### Zanni
Zanni jsou sluhové, které najal jeden z pánů. Existuje několik charakterů (Brighella, Pedrolino, Pulcinella…). Patří sem i Harlekýn a Kolombína.

## Konkrétní typy

### Harlekýn

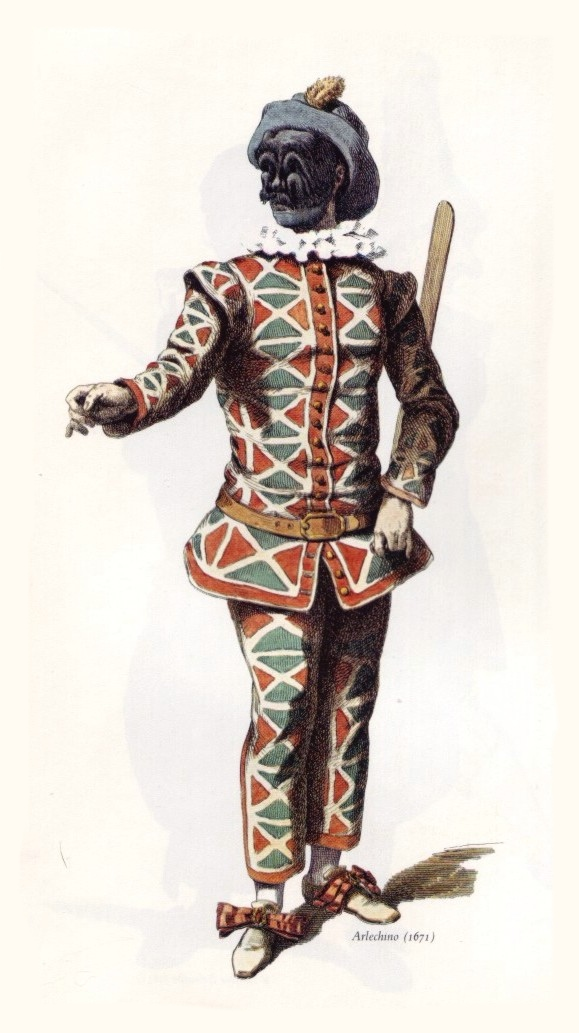
Harlekýn

Harlekýn (Arlecchino) je komickým sluhou jednoho z pánů, velmi oblíbený u publika. Většinou bývá zamilovaný do Kolombíny, ale jeho touha soupeří s hladem či strachem z pána. Je mazaný až zlomyslný, často myslí hlavně na sebe. Ve své lásce se musí potýkat se starším sokem. Diváci ho poznají podle mnohobarevného kostkovaného obleku a černé škrabošky.

### Kolombína

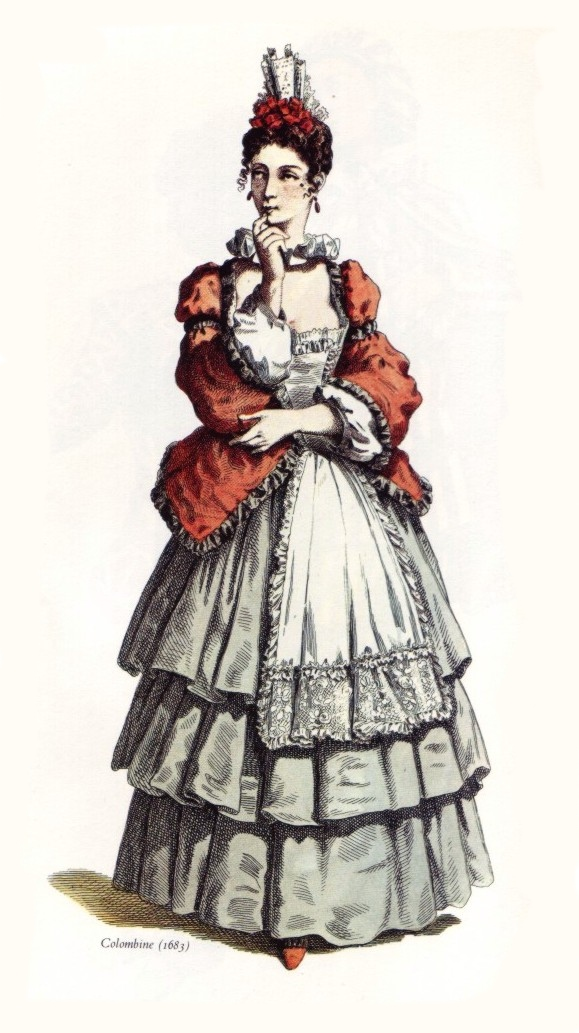
Kolombína

Kolombína (Columbina, Arlecchina) je služka zaměstnaná u pana Pantalona, stará se o jeho dceru. Pomáhá jí vyjádřit její city k milému, zařizuje schůzky a odstraňuje jim Pantalona z cesty. Ten jí také často dělá neslušné návrhy, Kolombína je často za účelem jeho zesměšnění vybavena tamburínou. Bývá nejchytřejší ze všech, umí intrikovat a klamat. Zároveň je mileneckým protějškem Harlekýna, kterého občas využívá ku prospěchu milenců. Její představitelky se velmi silně líčily kolem očí, ale masku nenosily. Obléká se do záplatovaných šatů odpovídajících jejímu postavení.

### Pantalone

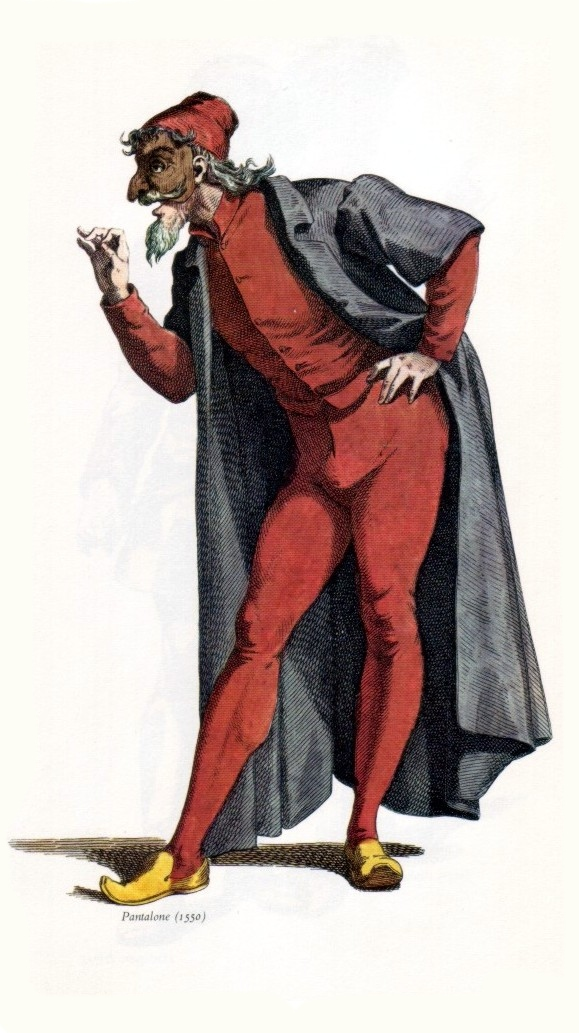
Pantalone

Pantalone je lakomý, chlípný a bohatý (ale někdy naopak chudý) obchodník původem z Benátek, hovoří tedy benátským dialektem. Je otcem jednoho z „innamorati“ (častěji má dceru). Vždy má nějaké vztahy s Dottorem či Capitanem, obchodní nebo osobní. Dělává se mladším a dvoří se jedné z mileneckých postav. Jindy má zase mladou ženu, které připadá odporný. Jeho sloužící mu provádějí nejrůznější naschvály a pokaždé ho napálí. Jeho kostým je červený, má plášť.

### Dottore

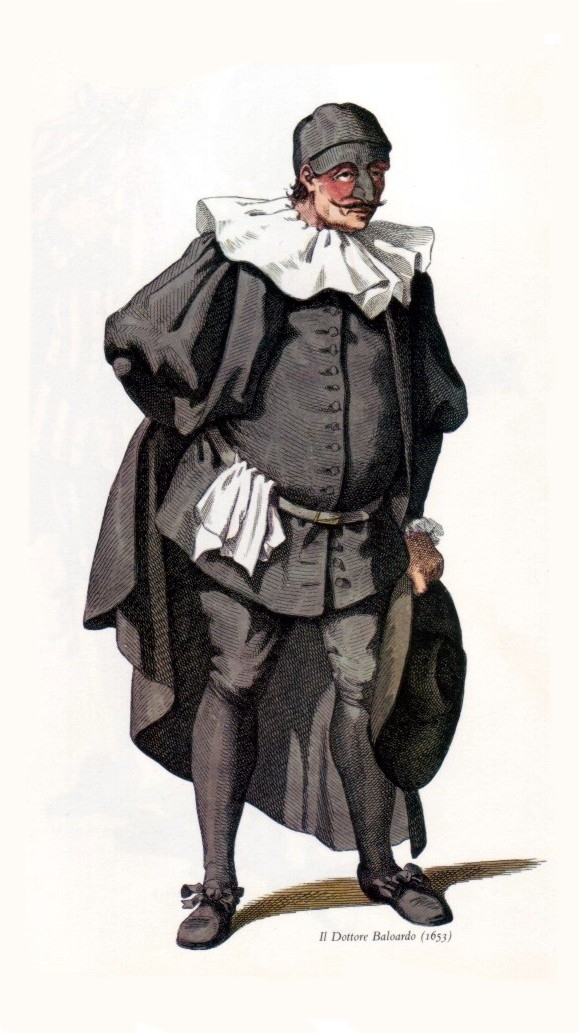
Dottore

Dottore je právníkem nebo lékařem. Neustále se snaží předvádět své znalosti, střílí latinské a řecké citáty. Postrádá ale smysl pro logiku, jeho myšlenky nemají spojitost. A přesto si myslí, že ví naprosto vše. Také je extrémně požitkářský (jídlo, víno či ženy), dělá si kruté žerty z opačného pohlaví. Nejčastější jsou dialogy s Pantalonem, ať už jako přítelem nebo protivníkem. Mívá syna a mluví boloňským přízvukem (kde studoval), je velmi bohatý. Nosí černý doktorský talár.

### Pulcinella

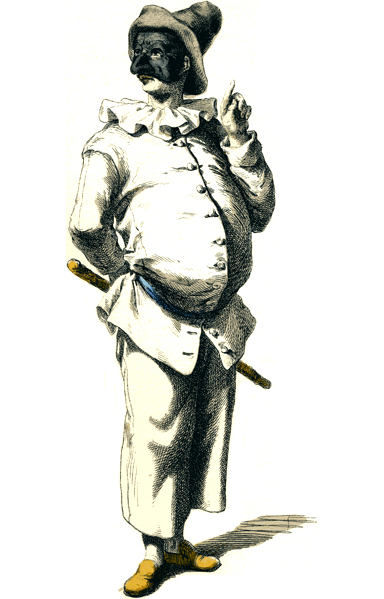
Pulcinella

Pulcinella je vždy oblečen v bílém s černou maskou (jako znázornění protikladů života a smrti), vyznačuje se svým zvláštním hlasem, jehož ostrý a pronikavý zvuk vytvářený nástrojem podobným kazoo (podobný zvuk jako hřeben s papírem) přispívají ke svěžímu tempu představení. Pulcinella má u sebe často také makaróny dřevěnou lžíci. Podle Pierra-Louise Duchartra je jeho obvyklý temperament zlost, jízlivost a lstivost a jeho hlavním způsobem obrany je předstírání, že je příliš hloupý na to, aby věděl, oč se jedná. V některých verzích má Pulcinella bratra Cucurucu.

## Vliv komedie dell'arte
Mnoho spisovatelů použilo vytvořené postavy ve svých dílech. Ku příkladu William Shakespeare (Bouře, Prospero=Dottore), Molière (Lakomec, Harpagon=Pantalone), Edmond Rostand (Cyrano de Bergerac, de Guiche=Capitano).